# Хайнрих XV (Шварцбург-Бланкенбург)
Хайнрих XV фон Шварцбург-Бланкенбург (на немски: Heinrich XV/Heinrich XVIII, Graf von Schwarzburg-Rudolstadt-Blankenburg; * ок. 1349 в Бланкенбург; † между 1385 и 19 април 1387 и 8 март 1400) е граф на Шварцбург-Рудолщат-Бланкенбург (1374 – 1385).
Той е големият син на граф Хайнрих XII фон Шварцбург-Бланкенбург († 1372) и съпругата му Агнес фон Хонщайн-Зондерсхаузен († сл. 1382), дъщеря на граф Хайнрих V фон Хонщайн-Зондерсхаузен († 1356) и принцеса Матилда фон Брауншвайг-Люнебург и Гьотинген († 1356/1357), дъщеря на херцог Албрехт II фон Брауншвайг-Волфенбютел-Гьотинген († 1318) и Рикса фон Верле († 1317). Брат му Гюнтер XXVII († 30 април 1418) е граф на Шварцбург, господар на Шварцбург-Еренщайн.

## Фамилия
Хайнрих XV фон Шварцбург-Бланкенбург се жени за Агнес фон Гера, вер. дъщеря на фогт Хайнрих V фон Гера († 1377) и Мехтилд фон Кефернбург († 1375/1376). Те нямат деца.